# Gymnoscelis rubricata
Espèce
Synonymes
- Chloroclystis rubricata Joannis, 1932
- Gymnoscelis rousseli Prout 1935[1]
- Gymnoscelis tripartita Prout, 1937

Gymnoscelis rubricata est une espèce de lépidoptères (papillons) de la famille des Geometridae.
Son envergure est d'environ 14 mm, et elle est endémique de La Réunion et de l'île Maurice, où elle est très répandue à basse et moyenne altitude.